# Юліус Шауб
Юліус Шауб (нім. Julius Schaub; 20 серпня 1898, Мюнхен — 27 січня 1967, Мюнхен) — один із перших членів НСДАП і СС, обергруппенфюрер СС. Начальник ад'ютантів Адольфа Гітлера (1940—1945)

## Біографія
Шауб народився в Мюнхені, Баварія, закінчив загальноосвітню школу та коледж аптекарів в Мюнхені. З 1917 по 1920 рік він був солдатом.
Шауб познайомився з Гітлером у Мюнхені в 1919 році, коли обидва жили в одній казармі. 10 жовтня 1920 року Шауб вступив в НСДАП ( партійний квиток №81). Шауб взяв участь в пивному путчі 8-9 листопада 1923 року в Мюнхені, за участь в якому в травні 1924 року засуджений на один рік і три місяці тюремного ув'язнення. Шауб вступив в СС (посвідчення №7).
В якості одного з особистих ад'ютантів Гітлера Шауб з 1920 по 1945 рік постійно знаходився поруч з Гітлером. Хороші відносини зі своїм шефом проявилися серед іншого в тому, що Гітлер був присутній в якості свідка на весіллі Шауба.
Шауб був депутатом рейхстагу з 1936 по 1945 рік.
В кінці 1940 роки він став шеф-ад'ютантом А. Гітлера, змінивши на цій посаді Вільгельма Брюкнера.
В Наприкінці квітня 1945 року Гітлер наказав Шаубу спалити всі його особисті речі і документи в його квартирі в Мюнхені та Оберзальцберзі, що Шауб і виконав.
Після капітуляції Німеччини в травні 1945 року Шауб був заарештований неподалік від Берхтесгадена американськими військами і перебував до 1949 року в різних таборах для інтернованих. В ході процесу денацифікації Шауб не був звинувачений в скоєнні злочинів в період з 1933 по 1945 роки, але був класифікований як «пособник». 
Залишок життя провів у Мюнхені, працюючи аптекарем.

## Звання
- Штурмфюрер СС (20 лютого 1932)
- Штурмбаннфюрер СС (30 січня 1933)
- Штандартенфюрер СС (1 березня 1933)
- Оберфюрер СС (27 лютого 1934)
- Бригадефюрер СС (1 січня 1935)
- Группенфюрер СС (30 січня 1938)
- Обергруппенфюрер СС (21 червня 1943)

## Нагороди
- Почесний хрест ветерана війни
- Почесний знак Кобург
- Орден крові (№296; 30 листопада 1933)
- Почесний кут старих бійців
- Золотий партійний знак НСДАП
- Почесний знак Німецького Червоного Хреста 3-го класу
- Німецький Олімпійський знак 2-го класу
- Кільце «Мертва голова»
- Почесна шпага рейхсфюрера СС
- Імперський орден Ярма та Стріл (Іспанія)
  - Кавалер
  - Кавалер Великого хреста
- Кавалер Великого хреста ордена Корони Італії (6 травня 1938)
- Медаль «У пам'ять 13 березня 1938 року»
- Медаль «У пам'ять 1 жовтня 1938» із застібкою «Празький град»
- Медаль «У пам'ять 22 березня 1939 року»
- Данцизький хрест 2-го класу
- Медаль «За вислугу років у НСДАП» в бронзі, сріблі та золоті (25 років)
- Медаль «За вислугу років у СС» 4-го, 3-го і 2-го ступеня (12 років)

## Галерея

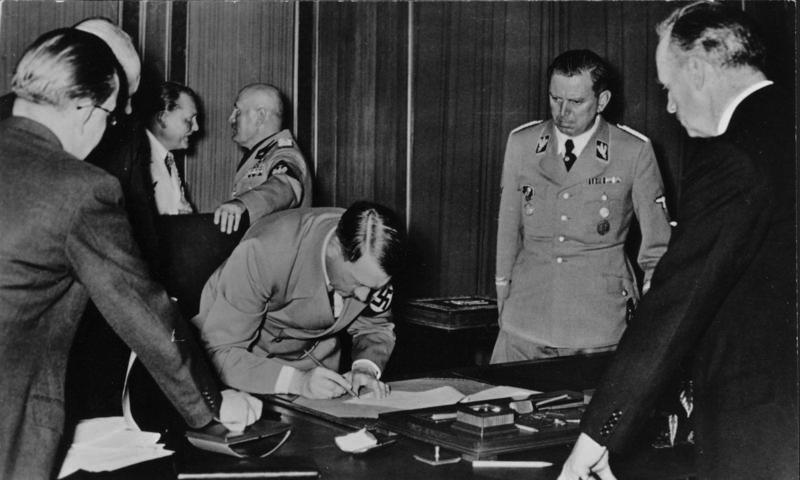
Адольф Гітлер підписує Мюнхенську угоду. Шауб — другий праворуч (30 вересня 1938).
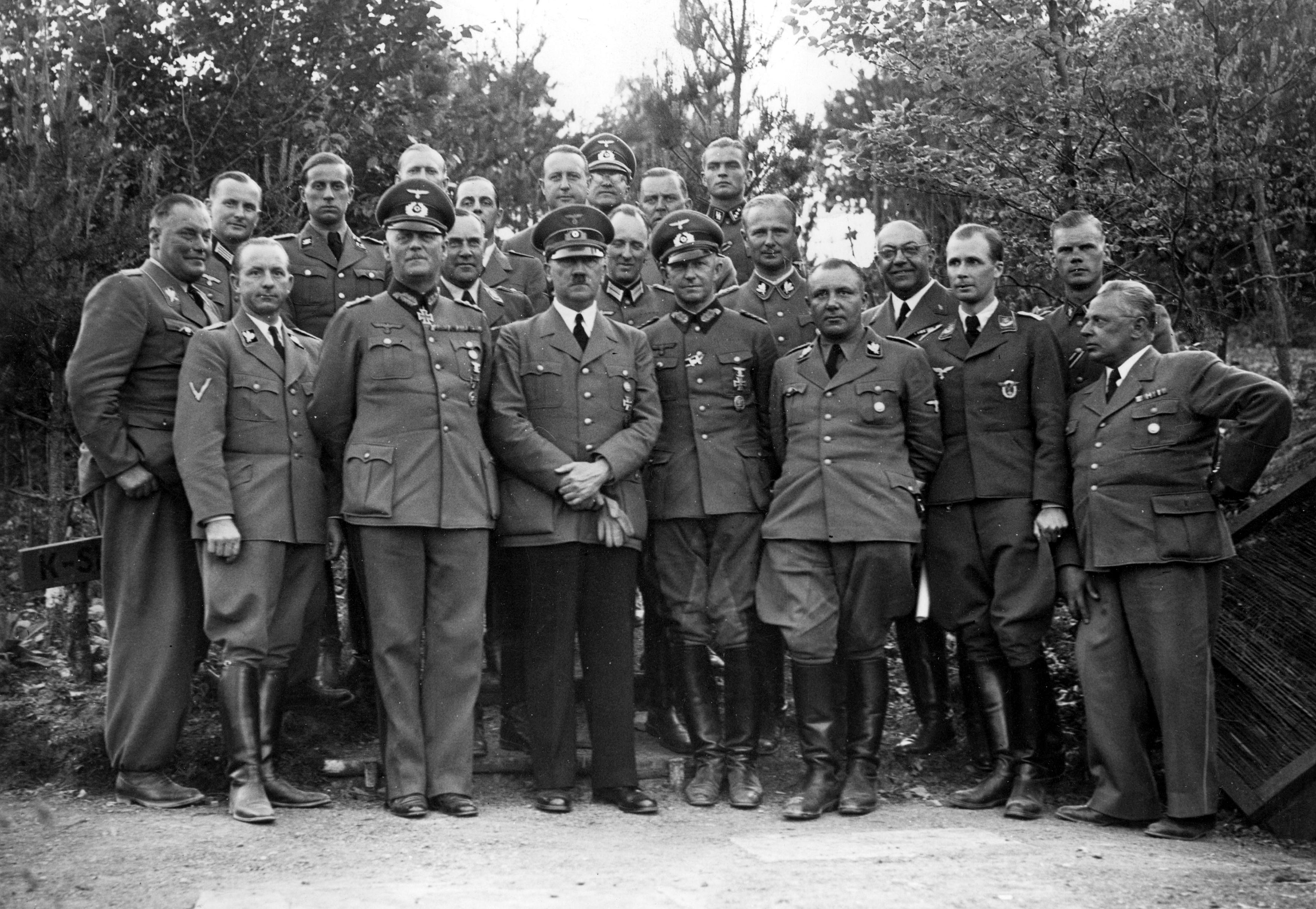
Адольф Гітлер зі своїм штабом (червень 1940). Шауб — другий праворуч в задньому ряду.